# スティーブ・ハウス
スティーブ・ハウス（Steve House、1970年8月4日 - ）は、アメリカの登山家・山岳ガイド。
1999年よりパタゴニア(patagonia)のアンバサダーを務める。
2004年6月にパキスタン、カラコルムのK7南西壁の新ルートを単独初登攀し、ピオレドール賞にノミネートされた。
2005年8〜9月にパキスタン、ナンガ・パルバットのルパール壁を完登し、ピオレドール賞を受賞した。
著書『垂壁のかなたへ』の日本語版が出版された2012年9月に来日している。

## アルパイン・クライミング
ハウスは最小限の装備で登頂し、山に何も残置しない"アルパインスタイル"での登山を支持している。
2004年にロシアのチームが、ジャヌー北壁新ルートを登頂し、ピオレドール賞（Piolets d’Or 2005）を受賞した際には、
同チームがフィックスロープの設置に数ヶ月費やし、また77本のロープを残置したことを批判した。

## 主な登攀歴
- 2000 デナリ南壁の "Slovak Direct"ルート を63時間で初登攀（マーク・トワイト、スコット・バックスと）[7]
- 2003 アイ・トゥース（ムース・トゥース（英語版）支峰）の"Talkeetna Standard"ルート開拓（ジェフ・ホレンバウと）[8]
- 2003 ディッキー山（英語版） 第2登（ジェフ・ホレンバウと）[8]
- 2004 K7南西壁の新ルートを単独初登攀（ピオレドール賞大衆賞を受賞）[2]
- 2005 ナンガ・パルバットのルパール壁完登（ピオレドール賞を受賞）[3]
- 2007 ロブソン山のエンペラー・フェースの"House-Haley"ルート開拓（コリン・ヘイリーと）[9]
- 2007 K7ウェスト (6858m) 初登攀（ヴィンス・アンダーソン（英語版） 、マルコ・プレゼリ（英語版）  と）[10]
- 2008 アルバータ山北壁の"House-Anderson"ルート開拓 （ヴィンス・アンダーソンと）[11]

## 著書
- 海津正彦 訳『垂壁のかなたへ』（Beyond the Mountain）（白水社／Patagonia Books, 2012年）ISBN 9784560082058